# Hvidbjerg (Struer Kommune)
Hvidbjerg ist ein dänischer Ort mit 1075 Einwohnern (1. Januar 2023) auf der Halbinsel Thyholm. Bis 2006 befand sich hier das Verwaltungszentrum der ehemaligen Thyholm Kommune.

## Geografie
Hvidbjerg befindet sich im Zentrum von Thyholm, einer Halbinsel im äußersten Süden von Thy. Der Ort liegt im Norden der Struer Kommune und ist Teil der Kirchspielgemeinde Hvidbjerg Sogn. Die Innenstadt von Struer ist (Luftlinie) etwa 18 km südlich gelegen, Nykøbing Mors liegt ca. 26 km nordöstlich, und das Zentrum von Holstebro 33 km südlich.
Hvidbjerg ist umgeben von hügeliger Moränenlandschaft und aufgrund seiner Lage auf einer verhältnismäßig kleinen Halbinsel in mehrere Richtungen weniger als 3,5 km weit von der Küste des Limfjords entfernt. Das Siedlungsgebiet erstreckt sich auf einer Höhe von 20 bis 25 m.o.h.

## Geschichte
Das Dorf wurde erstmals erwähnt im Jahre 1360 unter dem Namen Huidberg.
In der zweiten Hälfte des 19. Jahrhunderts begann Hvidbjerg sich von einem durch Landwirtschaft geprägten Dorf zu einem regionalen Zentrum zu entwickeln, der Bau eines Bahnhofs 1882 war ein entscheidender Faktor des Wachstums.
1950 arbeitete ein großer Teil der Erwerbstätigen, circa 300 Personen, im Ort in der Handwerks- und Industriebranche. Etwa halb so viele waren im Handelssektor beschäftigt.
1970 wurde mit einer Kommunalreform die Thyholm Kommune gebildet, deren Verwaltungssitz Hvidbjerg als zentral gelegene und einwohnerstärkste Siedlung war. 2006 wurde, mit einer weiteren Reform, die Thyholm Kommune in die Struer Kommune eingliedert und der Ort verlor den Status als Gemeindehauptsitz.
| Jahr | Einwohnerzahl |
| ---- | ------------- |
| 1921 | 0712          |
| 1955 | 0917          |
| 1970 | 0994          |
| 2006 | 1214          |

Quellen:

## Kirche
Die Kirche am Nordrand des Ortes wurde in ihrer ursprünglichen Form errichtet im 12. Jahrhundert in romanischem Stil. Die Apsis, der Chor, und das Kirchenschiff stammen aus dieser Zeit. Der Kirchturm und die Nebenräume, welche den Querbalken des Kreuzes, zu sehen im Grundriss der Kirche, bilden, stammen aus der späteren gotischen Periode.

## Verkehr
1882 wurde ein Bahnhof im Ortskern von Hvidbjerg an der Bahnstrecke Struer–Thisted errichtet, der mit Eröffnung der Bahnstrecke am 20. April 1882 in Betrieb genommen wurde. Am 1. Mai 1967 wurde der selbstständige Bahnhof geschlossen und durch einen betrieblichen Haltepunkt ersetzt. Seit diesem Zeitpunkt halten die Reisezüge am Hausbahnsteig. Seit dem 19. Dezember 2012 wird der Bahnhof ferngesteuert.
Die Autobahn Primærrute 11 verläuft ungefähr 1,6 km südwestlich vom Ortskern, regelmäßige Busverbindungen bestehen nach Struer und Thisted.

## Galerie

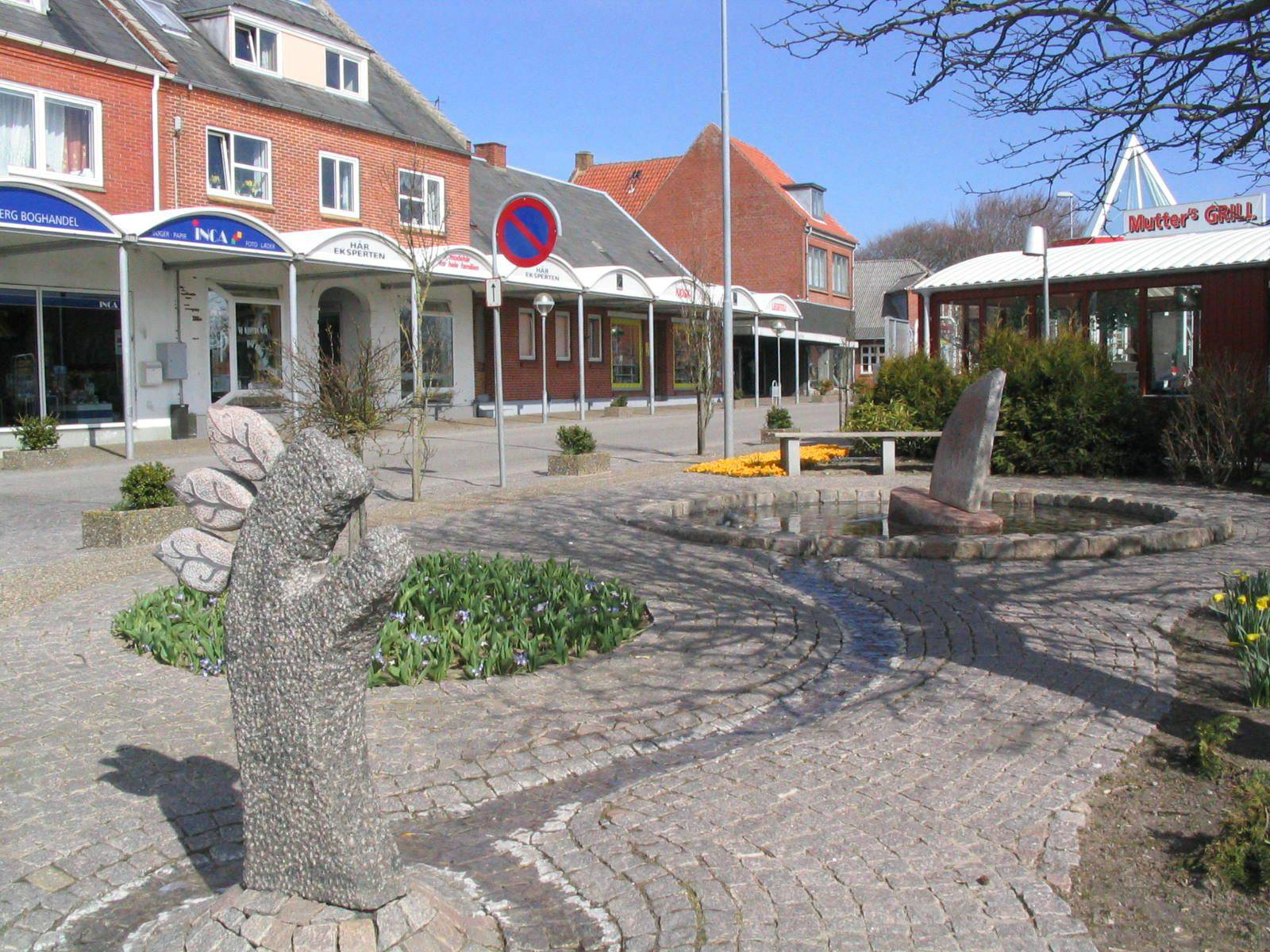
Marktplatz
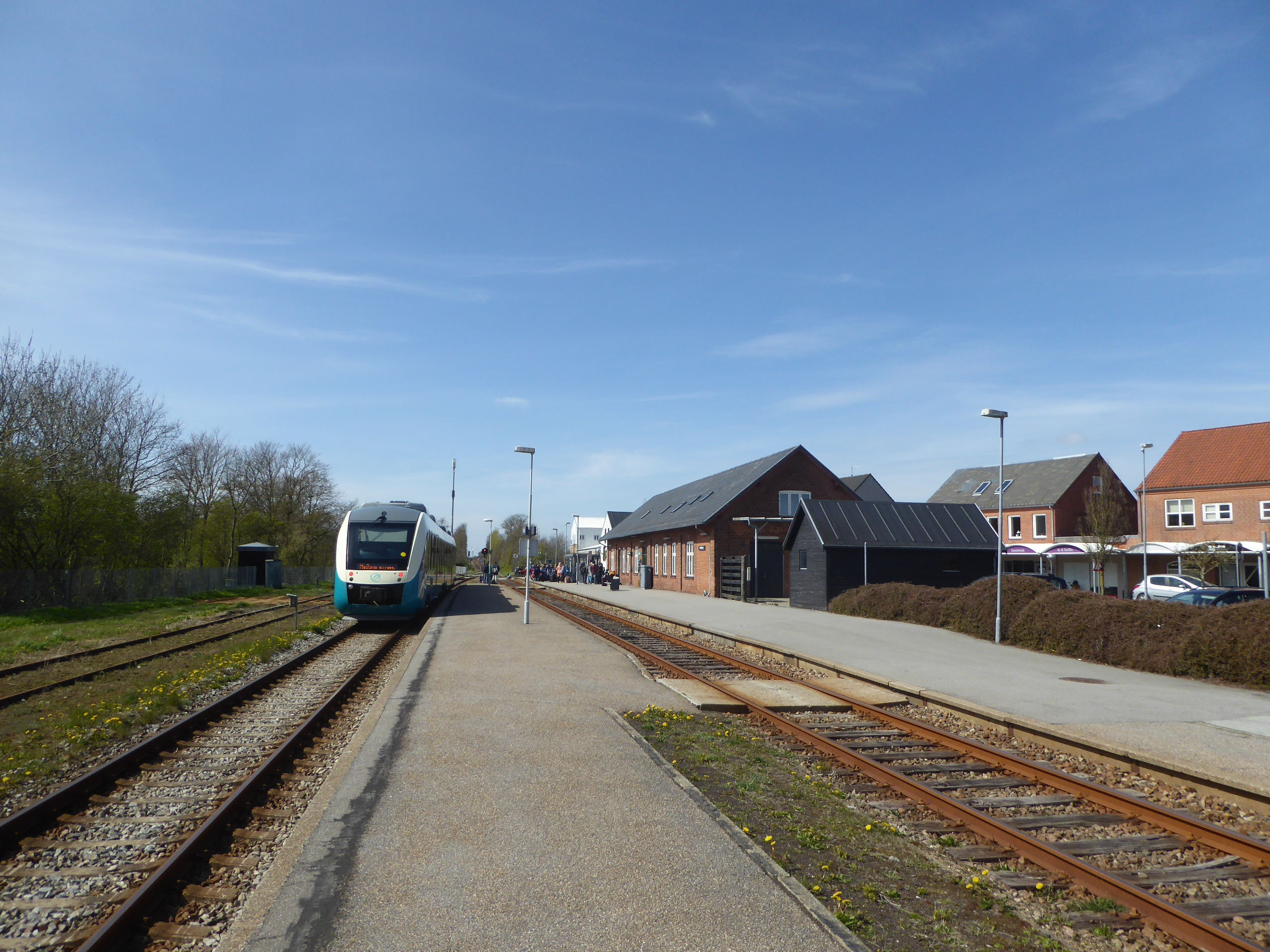
Bahnhof